# Eishockeyclub Red Bull Salzburg
L'Eishockeyclub Red Bull Salzburg o, più comunemente, EC Red Bull Salzburg o anche solo Red Bull Salzburg, è una società di hockey su ghiaccio con sede a Salisburgo, in Austria. Milita nella Österreichische Eishockey-Liga, la massima divisione del campionato austriaco di hockey su ghiaccio.
È uno dei club più vincenti del Paese: dalla sua fondazione, nel 1995 come HC Salzburg, ha conquistato infatti cinque titoli nazionali, una Coppa Continentale e un Red Bulls Salute. Ha assunto l'attuale denominazione nel 2007, anche se l'acquisto della società da parte della Red Bull data a sette anni prima. È la squadra campione d'Austria in carica.
Nel maggio 2007 si era parlato insistentemente della possibilità, per il club, di iscriversi al campionato tedesco. Voci di questo genere sono circolate anche relativamente ad una possibile partecipazione alla Kontinental Hockey League. Nel 2013 iscrive una propria formazione in Molodežnaja Chokkejnaja Liga, la lega giovanile del campionato russo, dove quasi tutte le squadre iscritte sono farm team di compagini della KHL.
La seconda squadra, i Red Bull Hockey Juniors gioca dalla stagione 2016-17 in Alps Hockey League, mentre in precedenza aveva disputato la Eishockey-Nationalliga dal 2004 al 2011.

## Storia
Fondato nel 1995 come Eishockeyclub Salzburg, in seguito alla fusione di HC Morzg (a sua volta nato dopo il fallimento del Salzburger EC nel 1988) e HC Tiefenbach, assume la denominazione di HC Kaindl Salzburg per motivi di sponsorizzazione. Nel 2000 viene rilevato dalla Red Bull, che ne modifica il nome in Eishockeyclub The Red Bulls Salzburg e nella stagione 2000-2001, vincendo il campionato di Oberliga, viene promosso in Nationalliga.

### Ascesa in massima divisione
Nella stagione 2003-2004, il club vince il campionato di Nationalliga, e viene così promosso in massima divisione (EBEL), prima squadra salisburghese dopo 16 anni. Nasce il farmteam che partecipa alla Nationalliga, e gli investimenti si fanno sempre più imponenti, per raggiungere l'obiettivo del titolo. Per la prima stagione nel massimo campionato austriaco, molti sono i nuovi giocatori ingaggiati per rendere la squadra competitiva: alcuni provenivano da rivali della Bundesliga, come il difensore Jaako Niskavaara e l'attaccante Jaako Niskavaara, acquistati dal KAC; o i cugini Marco e Martin Pewal, provenienti dal VSV. Ma anche l'es-Färjestads Greg Artursson o Rob Tallas, esperto portiere proveniente dalla NHL.
Malgrado ciò la stagione fu fallimentare, iniziò con otto sconfitte nelle prime otto partite, e la prima vittoria, arrivata contro i Vienna Capitals alla nona giornata, non contribuì a rendere sereno il clima. Sotto un fuoco incrociato di critiche, Rob Tallas dovette dimettersi, dopo 12 partite e una media di 86,22%. Al suo posto, è stato ingaggiato Jürgen Penker, che non ha potuto comunque evitare l'ultimo posto, con solo dodici partite vinte su 48.

### Verso il titolo nazionale

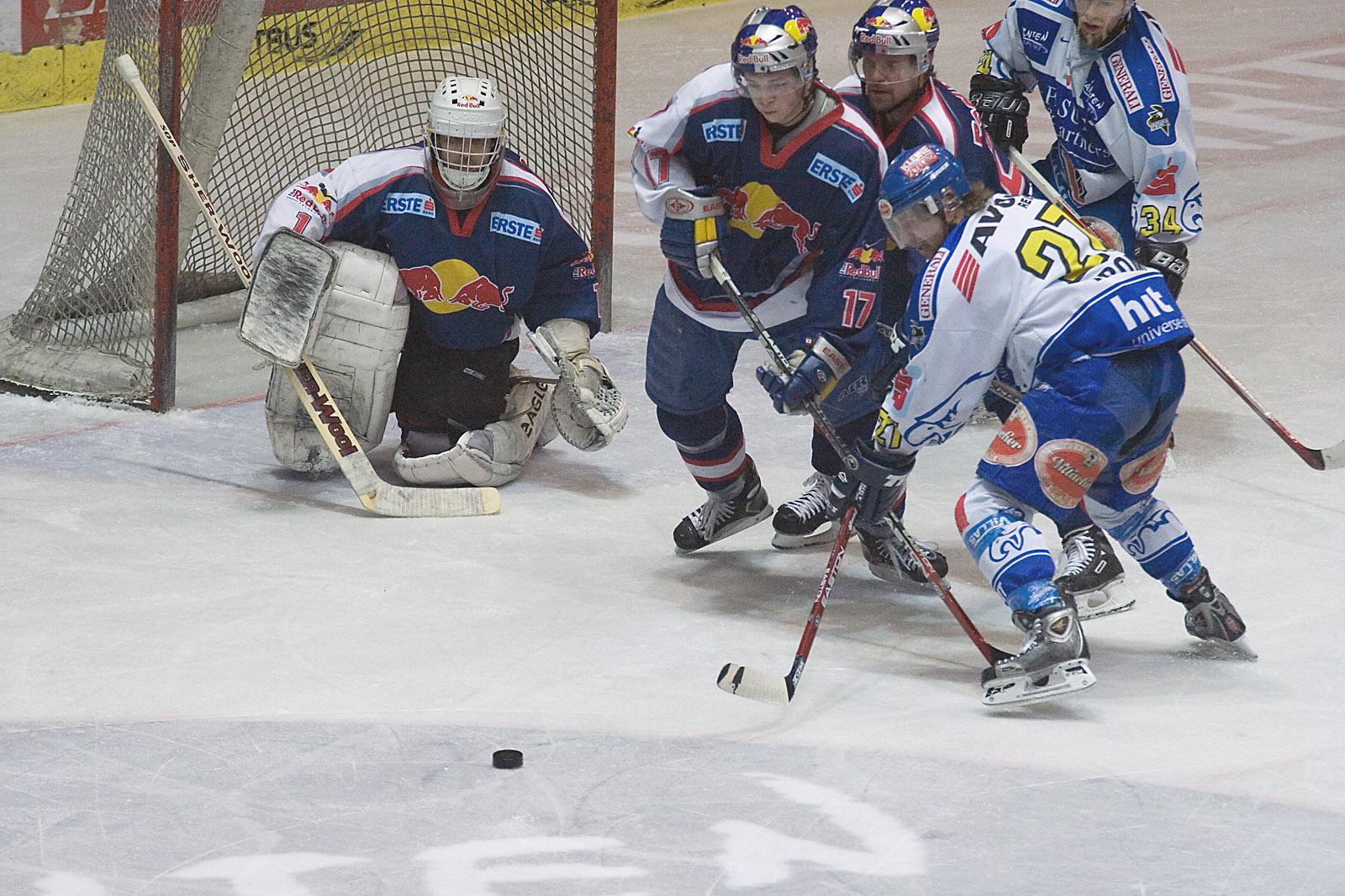
Un'azione davanti al portiere Irbe

In vista della stagione 2005-2006, non sono stati lesinati nuovi investimenti. Sono stati acquistati alcuni dei migliori giocatori austriaci, come Dieter Kalt, Andre Lakos e Matthias Trattnig, ma anche uno straniero d'esperienza come il portiere Björn Bjurling. Dopo un inizio promettente, le pessime prestazioni di Bjurling, licenziato a metà stagione e sostituito dal nazionale lettone Artūrs Irbe, hanno contribuito a riavvicinare VSV e Innsbruck, ma al termine della stagione regolare il Salisburgo risultò primo con 49 punti, due più del VSV.
Nelle semifinali dei play-off i salisburghesi hanno avuto la meglio sui campioni uscenti, i Vienna Capitals, per 4-1 nella serie, con l'unica sconfitta arrivata a tavolino, dopo un 6-3 sul ghiaccio per i Bullen in gara-3. Nella finale contro il VSV, dopo due sconfitte (2-3 in gara-1 e 1-4 in gara-2), i salisburghesi si sono imposti per 3-0 in gara-3, e hanno poi pareggiato i conti, ma la in gara-4 il VSV ha espugnato Salisburgo per 6-2. Nell'ultima partita della serie, il Villach si è imposto per 3-2 dopo i tempi supplementari, grazie alla rete decisiva di Dany Bousquet al 78º minuto. Il titolo è andato così al VSV.
Per il 2006-2007 la squadra è stata ulteriormente rafforzata, con gli acquisti di Thomas Koch e Reinhard Divis. Ancora una volta la rivale principale si è dimostrata il VSV, che ha conteso sino all'ultimo la vittoria in regular season, alla fine andata al Red Bull con 64 punti (contro i 56 del Villach). Una vittoria arrivata sul ghiaccio di casa, con 27 vittorie su 28 partite casalinghe, e l'unica sconfitta alla 44ª giornata contro i Vienna Capitals. I viennesi sono gli avversari nel primo turno dei play-off, superati con un 3-0 nella serie, per arrivare alla "replica" delle finali dell'anno prima contro il VSV.
Salisburgo vince in gara-1 (2-0), ma perde ai tiri di rigore in gara-2 (3-4), comunque il titolo non sfugge, grazie alle vittorie nelle successive tre sfide (6-3, 3-0, 4-2) che portano al Red Bull il primo titolo di campione d'Austria.

### La difesa del titolo

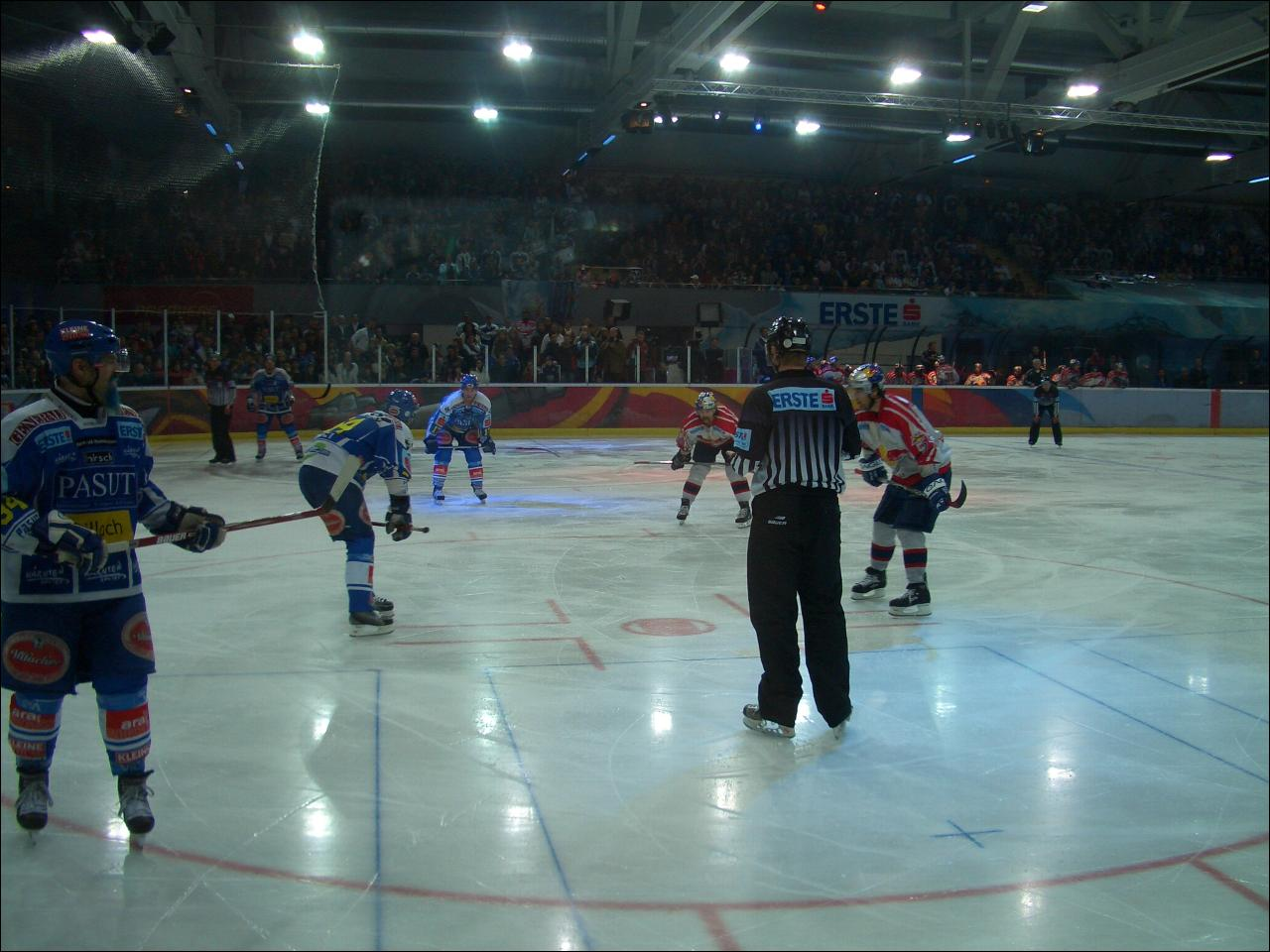
Azione della finale per il titolo 2006-2007 contro il VSV

Il cambiamento più importante per la stagione successiva avviene in panchina: Hardy Nilsson viene nominato direttore sportivo, e Pierre Pagé assunto come allenatore. Partito con i favori del pronostico, il club, ribattezzato nel 2007 Eishockeyclub Red Bull Salzburg, non riesce a mantenere lo stesso ritmo delle due stagioni precedenti, e conclude la stagione regolare al 3º posto, tre punti dietro Black Wings Linz e Vienna Capitals. Grazie all'aumento delle squadre del campionato, i play-off partono dai quarti di finale, dove il Salisburgo supera il VSV per 3-2. In semifinale, i Vienna Capitals sono stati sconfitti con un 4-0 netto nella serie. Nella serie finale, contro l'Olimpija Lubiana, per ben quattro volte la squadra ospite ribalta il fattore campo; i Red Bull riescono finalmente a vincere (5-0) in gara-5, per poi chiudere i conti con il 3-2 di Lubiana del 25 marzo 2008, in gara-6. La missione di difendere il titolo nazionale è raggiunta.

### Solo vice-campioni
Nella stagione successiva la squadra viene praticamente ricreata da zero. Pagé sostituisce molti dei giocatori stranieri arrivati in precedenza con giovani, con risultati alterni; alla fine la stagione regolare viene conclusa al 3º posto per il secondo anno consecutivo, malgrado la cessione di Dieter Kalt, trasferitosi in gennaio in Svezia.
Nei play-off, i salisburghesi si liberano nel primo turno degli sloveni del Jesenice, vincendo la serie per 4-1, quindi affrontano in semifinale ancora i Capitals. Qui, per la prima volta negli ultimi tre anni, il Salisburgo ha perso una partita di play-off contro Vienna, ma è riuscito comunque ad imporsi per 4-1 nella serie.
La serie finale è contro il KAC, vincitore della regular season. In gara-1, i salisburghesi vengono sconfitti di misura ai supplementari (5-4), quindi si impongono nelle due gare seguenti coi punteggi di 7-2 e 6-3. Klagenfurt riequilibra la serie con il 4-1 di gara-4, e prende il comando vincendo la partita seguente 3-0. Ancora parità, grazie al 3-2 di Salisburgo ai supplementari in gara-6: si va alla partita decisiva, il 5 aprile 2008 a Klagenfurt, sul 3-3 nella serie. La partita finisce 2-1 per il KAC, che festeggia così il suo 29º titolo nazionale.

### La stagione del trionfo

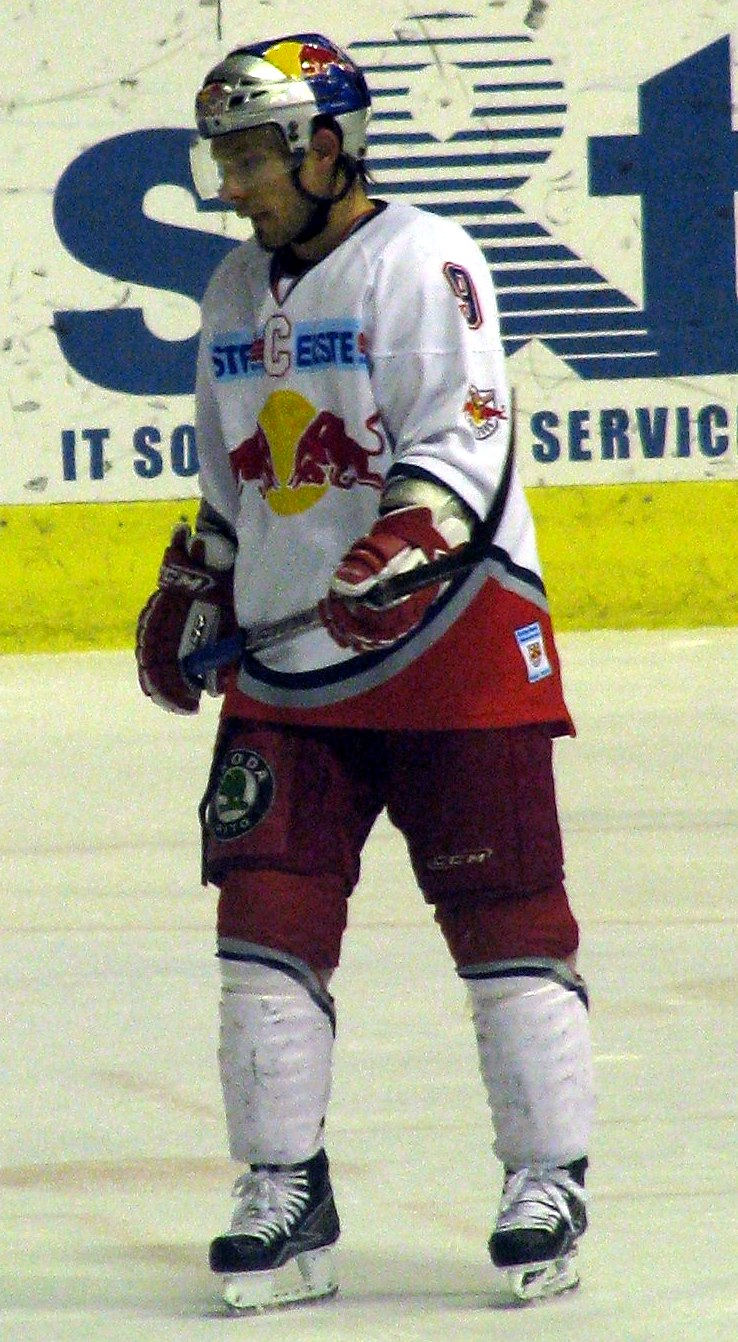
Thomas Koch, capitano fino al 2011

Quella 2009-2010 è stata la stagione più ricca di successi nella storia del club. l'allenatore e direttore sportivo Pierre Pagé, al terzo anno di lavoro a Salisburgo, guida la squadra prima alla vittoria nel Red Bulls Salute, torneo ad inviti organizzato dalla Red Bull stessa, e fino ad allora mai vinto dalla squadra di casa, quindi al trionfo in campionato, il terzo in quattro anni. Ma soprattutto alla conquista della Coppa Continentale, la prima vinta da un club austriaco.
A causa della crisi economica, la IIHF decide di sospendere la Champions Hockey League e così nella stagione 2009-2010 la Coppa Continentale è l'unica competizione europea per club, disputata tra novembre 2009 e gennaio 2010. Dopo aver vinto a punteggio pieno il girone E del primo turno, contro Sokol Kiev, Liepājas Metalurgs e Cracovia, i Bullen vincono tutte e tre le partite del girone finale contro Junost Minsk, Sheffield Steelers e Grenoble, portando per la prima volta in Austria il trofeo. Questa vittoria è valsa anche l'automatica qualificazione al girone finale dell'edizione 2010-2011.
In campionato, dopo aver concluso la stagione regolare al 2º posto dietro i Graz 99ers, i Red Bull superano nei quarti di finale dei play-off il KAC, in una riedizione della finale dell'anno prima, quindi eliminano il Medveščak Zagabria in semifinale (4-1 nella serie) arrivando alla finale contro l'EHC Black Wings Linz. Pur avendo perso le prime due gare della serie, i salisburghesi riescono a ribaltare il risultato con quattro vittorie consecutive, l'ultima delle quali arrivata il 6 aprile 2010 a Linz, con un gol di Doug Lynch all'82º minuto. È il terzo titolo nazionale nelle cinque stagioni in massima divisione. Thomas Koch viene eletto MVP della stagione.
A conferma del buon lavoro della società a livello giovanile, l'età media della squadra che, il 12 gennaio 2010, è scesa in pista contro lo Jesenice: 21,1 anni. La formazione giovanile arriva alle semifinali dei play-off di Nationalliga, dove perde al cospetto dei futuri campioni del Dornbirn, confermando l'eccellenza del lavoro svolto negli anni dal settore giovanile del Red Bull Salisburgo.

### Ultimi anni
Nella stagione 2010-2011 la squadra conferma il titolo nazionale e arriva nuovamente al girone finale di Coppa Continentale, seconda assoluta dietro lo Junost Minsk.
Il 30 marzo 2014 ha conquistato il suo quinto titolo nazionale, dopo aver superato in semifinale il Linz (3-0 nella serie). Pur avendo perso la finale contro il Bolzano, essendo la squadra avversaria proveniente da un'altra federazione, il Salisburgo ha potuto festeggiare il titolo nazionale indipendentemente dall'esito della sfida.

## Cronistoria
- 1995 - 2001: Oberliga (3)
- 2001 - 2004: Nationalliga (2)
- dal 2004: Österreichische Eishockey-Liga (1)

I numeri tra parentesi indicano il livello nella scala del campionato.

## Colori e simbolo
I colori sociali del Salisburgo sono il rosso e il bianco. Come tutte le squadre sportive controllate dalla Red Bull, il simbolo principale è costituito dai due tori della compagnia.

## Pista
La squadra gioca le partite casalinghe nella Eisarena Salzburg. Costruita nel 1960, ha una capacità di 3.200 spettatori, e viene utilizzata anche dalle Ravens, squadra femminile della città.
È nota anche come Volksgarten o Volksgarten Arena.

## Allenatori
- 2004  Jorma Siitarinen
- 2004-2005  Kjell Lindqvist
- 2005-2007  Hardy Nilsson
- 2007-2013  Pierre Pagé
- 2013-2014  Don Jackson
- 2014-  Dan Ratushny

## Palmarès

### Titoli nazionali
- Campionato di Oberliga: 1

2000-2001
- Campionato di Nationalliga: 1

2003-2004
- Österreichische Eishockey-Liga: 8

2006-2007, 2007-2008, 2009-2010, 2010-2011, 2014-2015, 2015-2016, 2021-2022, 2022-2023
- Campione d'Austria: 2

2013-2014, 2017-2018

### Titoli internazionali
- IIHF Continental Cup: 1

2009-2010
- European Trophy: 1

2011